# 平福駅
平福駅（ひらふくえき）は、兵庫県佐用郡佐用町平福にある、智頭急行智頭線の駅である。

## 歴史
- 1994年（平成6年）12月3日：智頭線開業と同時に設置[1][2][4]。
  - 当時の所在地表示は兵庫県佐用郡佐用町平福であった。
- 2009年（平成21年）
  - 8月9日：台風9号による豪雨により智頭急行内に土砂が流入し、当駅を含む一部区間が運休。
  - 8月12日：「スーパーはくと」が当駅と大原駅の間でバス代行とする形で運転再開することとなり、当駅に臨時停車開始。
    - これは隣の佐用駅の駅舎が冠水し、客扱いができないためである。ホームの有効長の関係で、先頭の2両で乗降を行い、14日に佐用駅の客扱いが再開した後も29日の全線復旧までこの措置は続けられた。普通列車はこの時点でも上郡 - 大原間が運休のままであったため、この間当駅に乗り入れていたのは「スーパーはくと」のみであった。

  - 8月29日：智頭急行線が全面的に運転再開し普通列車の乗り入れ再開。「スーパーはくと」の臨時停車終了。

## 駅構造
相対式ホーム2面2線を有し、列車交換が可能な地上駅。屋敷風の待合所（トイレ設置）が線路西側のロータリーに面して存在し、その南端からホームに入る。2番のりばへはさらに構内踏切を渡る。無人駅であり、自動券売機等の乗車券購入設備はない。

### のりば
| 番線 | 路線    | 方向 | 行先                       |
| ---- | ------- | ---- | -------------------------- |
| 1・2 | ■智頭線 | 下り | 智頭・鳥取・倉吉方面       |
| 1・2 | ■智頭線 | 上り | 上郡・大阪・京都・岡山方面 |

付記事項
- 1番のりばを上下本線、2番のりば側を上下副本線とした一線スルーとなっており、通常は上下線とも1番のりばに発着する。
- 2番のりばは列車交換及び通過列車待ち合わせの場合のみ使われる。なお、普通列車同士の交換の場合は、上郡行きが1番のりば、智頭方面行きが2番のりばに入る形になっている。

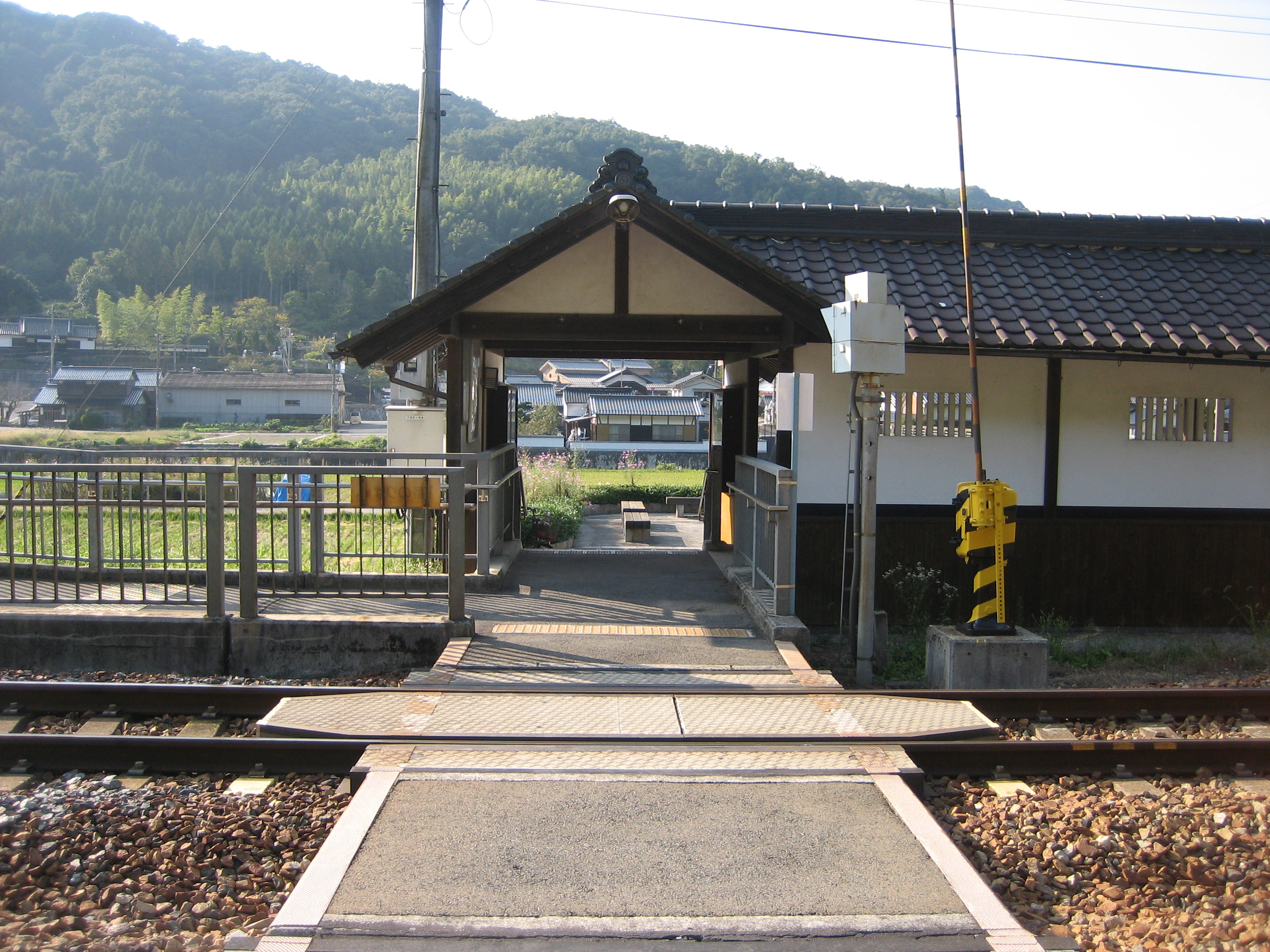
構内踏切（2008年10月）
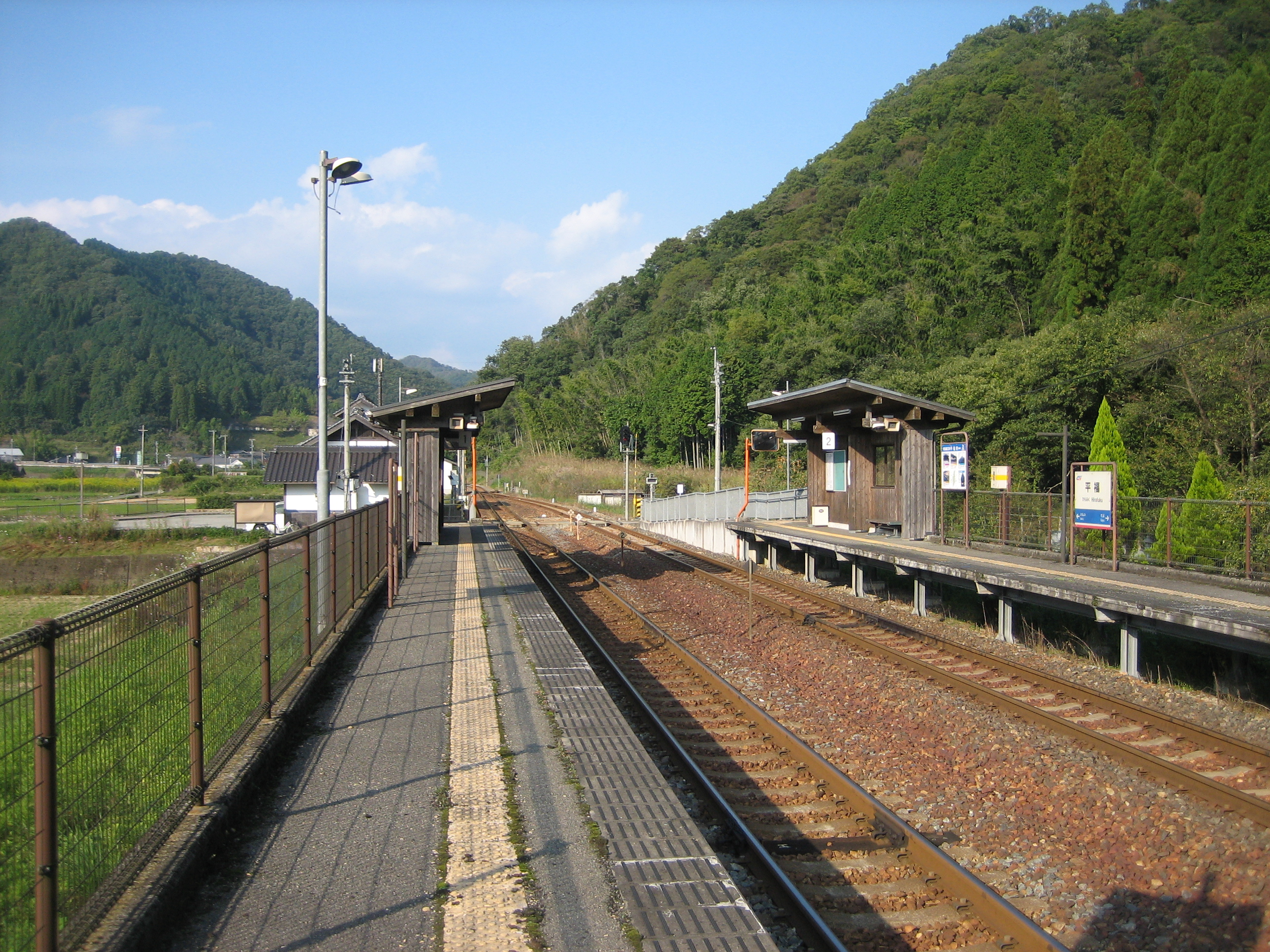
ホーム（2008年10月）

## 利用状況
| 1日乗降人員推移 | 1日乗降人員推移 |
| 年度            | 1日平均人数     |
| --------------- | --------------- |
| 2018年          | 26              |

## 駅周辺
- 平福 - 旧因幡街道の宿場
  - 平福郷土館[6]
- 平福郵便局
- 道の駅宿場町ひらふく
- 利神城跡[7]
- 国道373号

## その他
- 第4回近畿の駅百選選定駅である[8]。

## 隣の駅
智頭急行
■智頭線
佐用駅 - 平福駅 - 石井駅